# 사이이드 아흐마드 칸

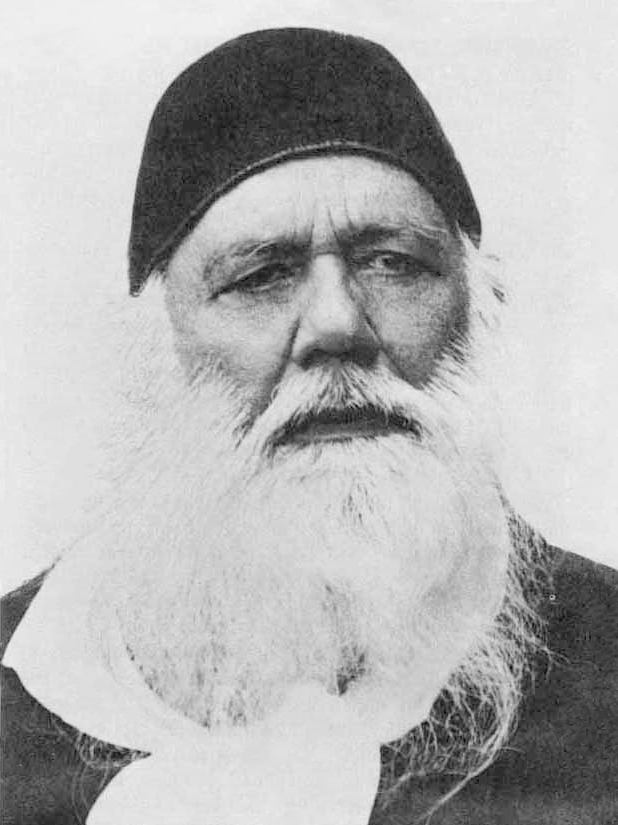
사이이드 아흐마드 칸

사이이드 아흐마드 칸(Syed Ahmad Khan, 1817년 10월 17일 ~ 1898년 3월 27일)은 인도의 정치가, 교육인, 개혁가, 작가다.
인도－이슬람 근대화의 지도자이며 우르두어 저술가로 델리에서 태어나 세포이의 난(亂) 후 인도－모슬렘의 각성(覺醒)·개혁운동을 추진하였다. 이 목적으로 발행된 잡지 <도덕의 순화(醇化)>는 신선하고 힘찬 사상, 문체로써 문학계에도 커다란 영향을 끼쳐, 19세기 후반 우르두 문학의 중흥을 보게 하였다. 역사·종교 관계의 저작도 많으며 알리가르 칼리지를 설립하여 '알리가르 운동'의 통솔자로서 추앙되었다.

## 같이 보기
- 두 국가 이론